# Caroline Faye Diop
Caroline Faye Diop (sinh 11 tháng 7 năm 1923 tại Foundiougne, qua đời ngày 28 tháng 7 năm 1992 tại Dakar) là một chính trị gia người Senegal. Bà được bầu làm phó nữ đầu tiên vào Quốc hội Sénégal năm 1963 và sau đó là bộ trưởng nội các dưới thời Tổng thống Abdou Diouf. Bà đã kết hôn với Demba Diop, Bộ trưởng Bộ Thanh niên và Thể thao dưới thời chủ tịch Léopold Sédar Senghor. Cha bà (Diène Faye) là một Serer of Joal.